# Bernard Silvestre
Bernard Silvestre  (vers 1100-vers 1165, ou vers 1075-vers 1126 selon Benoît Patar) est un moine du XIIe siècle, originaire de Tours, habituellement rangé dans la mouvance de l'École de Chartres, qui se fondait sur les théories pythagoriciennes de Platon, notamment sous l'influence du Timée de Platon.
Il a longtemps été confondu avec Bernard de Chartres.

### Ouvrages
- Cosmographia (ou De Mundi universitate sive Megacosmus et Microcosmus, 1147), trad. M. Lemoine, Bernard Silvestre. Cosmographie. introduction, traduction et notes, Cerf, 1998.
- Mathematicus, trad. an. in Archives d'histoire doctrinale et littéraire du Moyen Âge, LXII (1996), p. 209-283.

### Ouvrages apocryphes
- Liber experimentarius ou Sortes Amalrici, en latin : M. B. Savorelli, "Un manuale di geomanzia presentato da Bernardo Silvestre da Tours (XII secolo", Revista critica di storia della filosofia, XIV (1959), p. 283-342 ; édi. Charles Burnett, "Magic and Divination in the Middle Ages", Variorum Collected Series, 1996. Livre de géomancie, inspiré d'Albumasar et Thâbit ibn Qurra, destiné au roi de Jérusalem Amaury Ier (1163-1174).

### Études
- Étienne Gilson, « La cosmogonie de Bernard Silvestre », Archives d'histoire doctrinale et littéraire du Moyen Âge, III (1928), p. 5-24.
- Theodore Silverstein, « The Fabulous Cosmogony of Bernardus Silvestris », Modern Philology, 46, 1948, pp. 92-116.
- M. Lemoine, Théologie et platonisme au XIIe siècle, Cerf, 1988, p. 28-29 et 101-109.
- B. Stock, Myth and Science in the Twelfth Century. A Study of Bernard Silveste, Princeton University Press, 1972.
- Charles Burnett, What is the Experimentarius of Bernardus Silvestris? A Preliminary Survey of the material, Paris, Vrin , 1978